# Edurne
Edurne García Almagro, eller blot Edurne, er en spansk sangerinde. Hun opnåede berømmelse igennem tv-programmet Operación Triunfo i 2005 og albumdebuterede året efter. Hun repræsenterede Spanien i Eurovision Song Contest 2015 i Wien med nummeret "Amanecer".